# Tankard

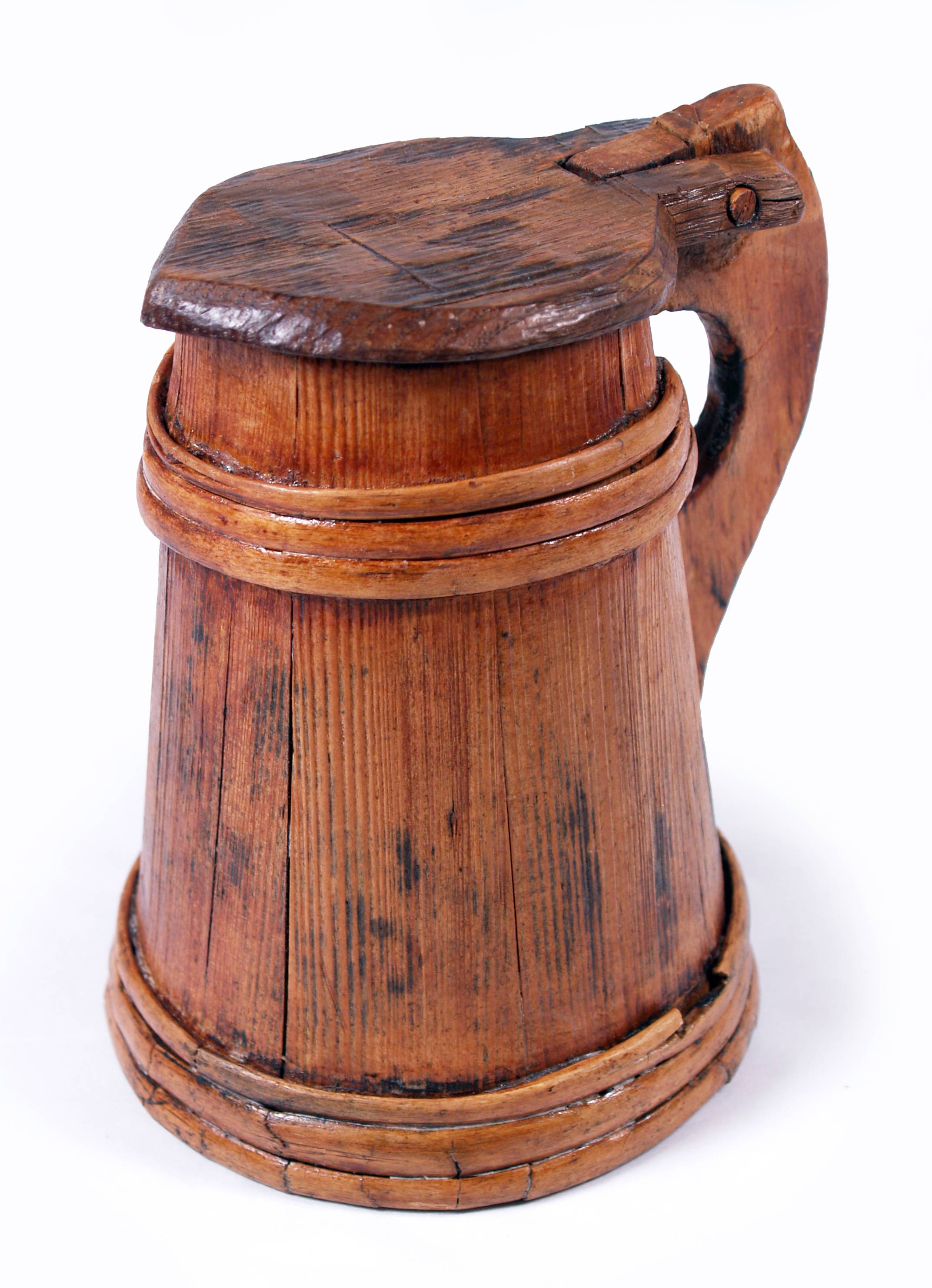
Um tankard de madeira encontrada a bordo da nau Mary Rose, do século XVI.

Um tankard é uma espécie de caneca que consiste em um copo grande, aproximadamente cilíndrico, com uma única alça. Os tankard geralmente são feitas de prata ou estanho, mas podem ser feitas de outros materiais, por exemplo, madeira, cerâmica ou couro. Um tankard pode ter uma tampa articulada, sendo também bastante comuns os tankard com fundo de vidro. Os tankard são moldados e usados de forma semelhante às canecas de cerveja .

## Tankards de madeira
A palavra "tankard" originalmente significava qualquer recipiente de madeira (século 13) e mais tarde passou a significar um recipiente para beber. As primeiras canecas eram feitas de aduelas de madeira, semelhantes a um barril, e não possuíam tampa. Uma caneca de madeira de 2.000 anos com capacidade aproximada de quatro litros foi descoberta no País de Gales.

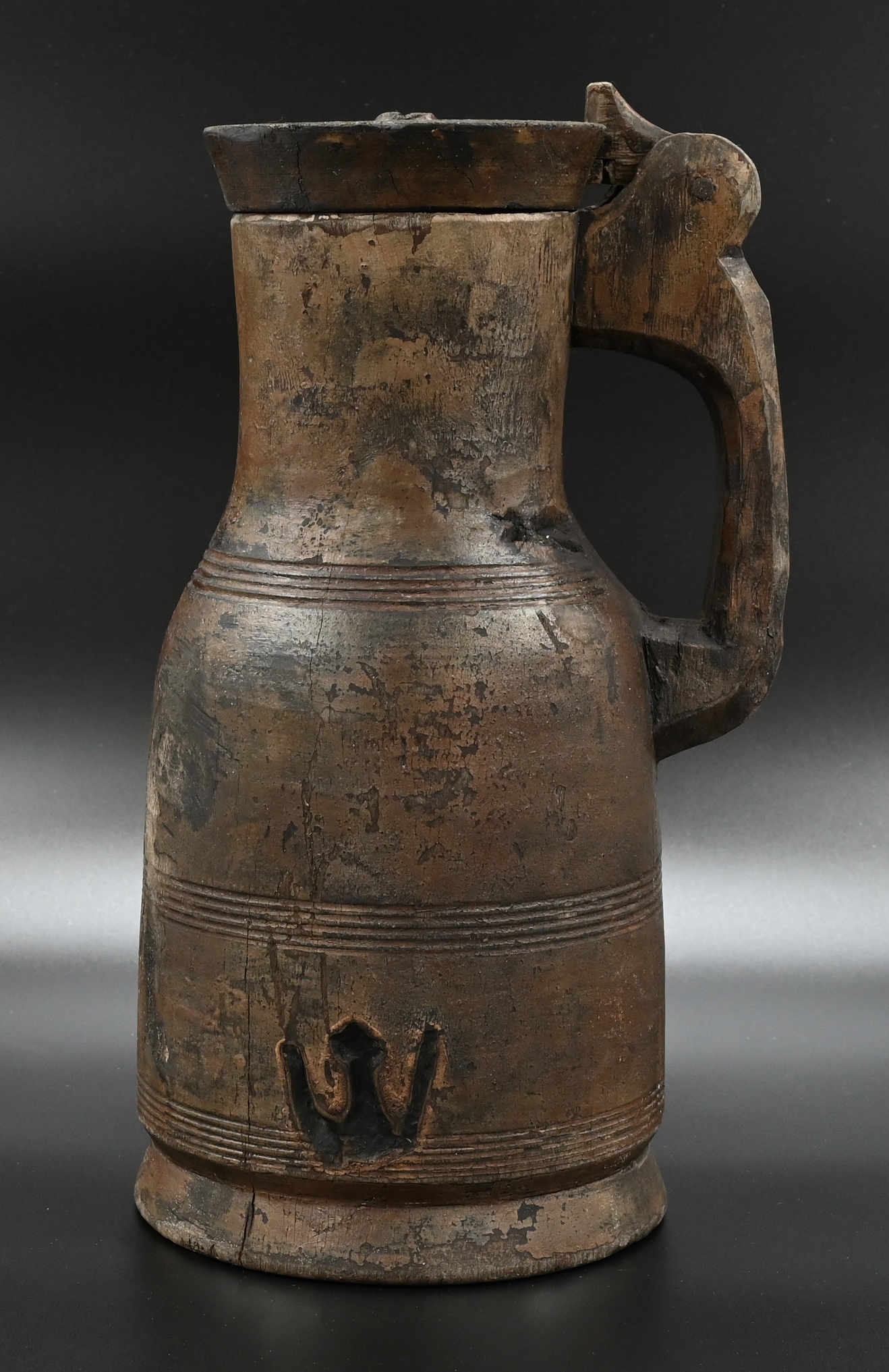
Tankard recuperado do naufrágio de Gribshunden (1495)

Um exemplo medieval tardio de uma bela caneca moída em madeira de amieiro foi recuperado por arqueólogos subaquáticos que escavavam os destroços da nau capitânia real dinamarquesa-norueguesa, Gribshunden . O navio afundou em junho de 1495, enquanto o rei Hans navegava de Copenhague para Kalmar, na Suécia, para uma cúpula diplomática. Quando escavada, a tampa do tankard ainda estava bem colocada e o gás da degradação da bebida medieval ficou preso em seu interior.

## Fundos de vidro
Os canecas de metal geralmente vêm com fundo de vidro. A lenda é que a caneca com fundo de vidro foi desenvolvida como uma forma de recusar o xelim do rei, ou seja, o recrutamento para o Exército ou Marinha Britânica. O bebedor poderia ver a moeda no fundo do copo e recusar a bebida, evitando assim o recrutamento. No entanto, isto é provavelmente uma fábula, uma vez que a Marinha poderia pressionar pela força, tornando o engano desnecessário.
Outra história é que o fundo do vidro apenas permitia ao bebedor avaliar a clareza de sua bebida, ao mesmo tempo em que renunciava ao gasto de um frágil copo de meio litro.
Os fundos de vidro às vezes são adaptados a canecas antigas, reduzindo seu valor e autenticidade.

## Conversões
As canecas cobertas saíram de moda na Inglaterra do século 19, resultando na conversão de várias delas para outras funções, como jarras.

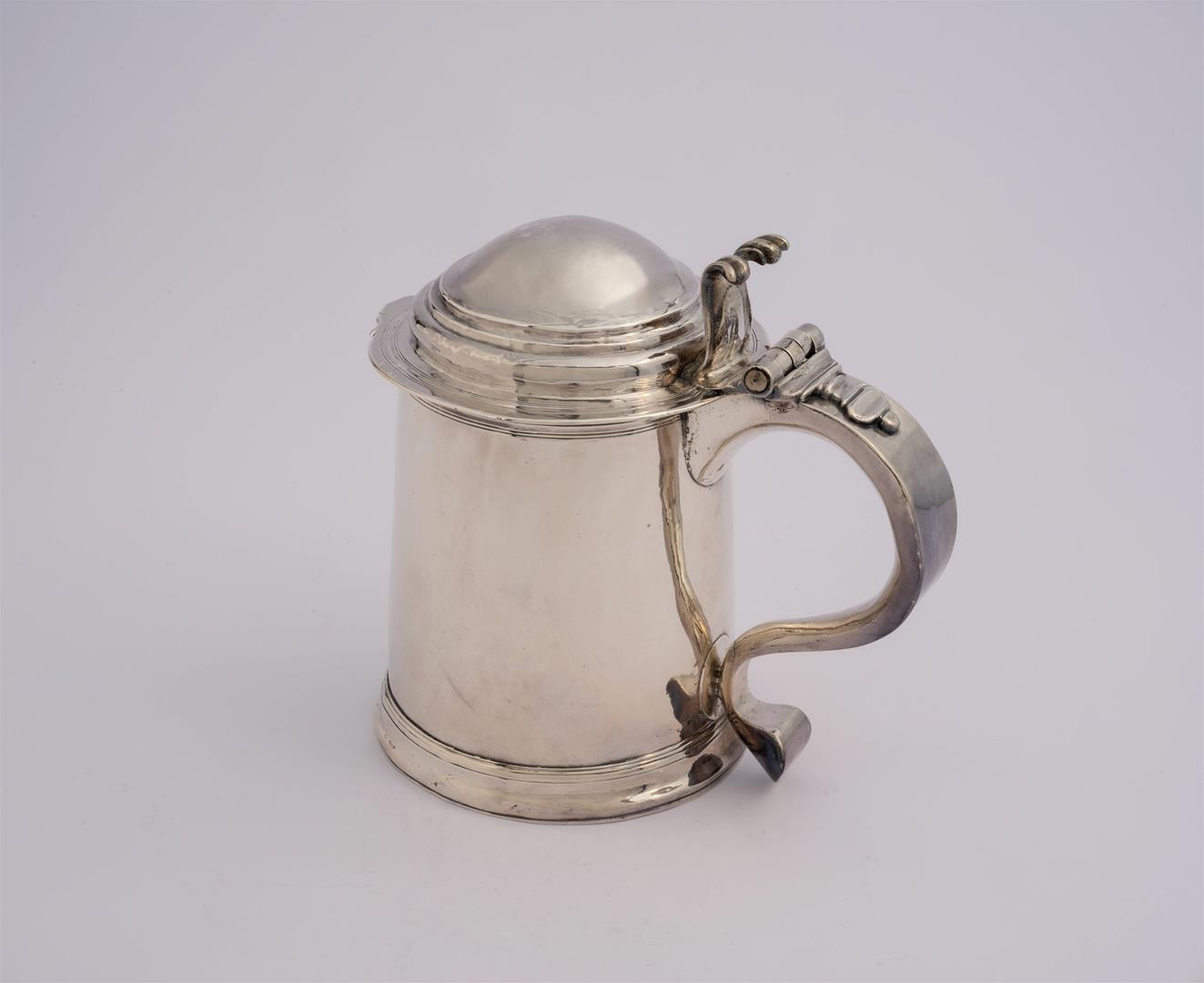
Caneca tankard de 1704, parte do acervo da Casa Museu Eva Klabin

## Canecas modernas
Canecas de metal e cerâmica ainda são fabricadas, mas são consideradas itens especiais ou inovadores. As canecas de metal modernas costumam ser gravadas para comemorar alguma ocasião. As canecas de vidro — isto é, recipientes de vidro retos ou inclinados para dentro com alças — ainda são de uso diário. </link>

## Lixiviação de chumbo do estanho
Nos séculos anteriores, o estanho usado para fazer canecas muitas vezes continha chumbo, o que expunha o bebedor a efeitos médicos, que iam desde envenenamento por metais pesados até gota. Este efeito foi exacerbado em áreas onde se bebe cidra – como Somerset, no Reino Unido – à medida que a acidez da sidra lixivia o chumbo do estanho mais rapidamente. </link> Canecas de barro tornaram-se predominantes nesta área. O estanho agora é amplamente isento de chumbo.

## Na cultura popular
Uma campanha publicitária de TV da década de 1970 para a cerveja Whitbread mostra o dono de um pub contando uma história fantástica para um turista americano, que pergunta desconfiado: "Você é realmente Lord Tankard?"
Na terceira temporada, episódio 3 da sitcom Cheers, Frasier Crane diz a seu amigo bartender Sam: “Bem, vou querer um tankard com sua melhor cerveja”.

## Galeria

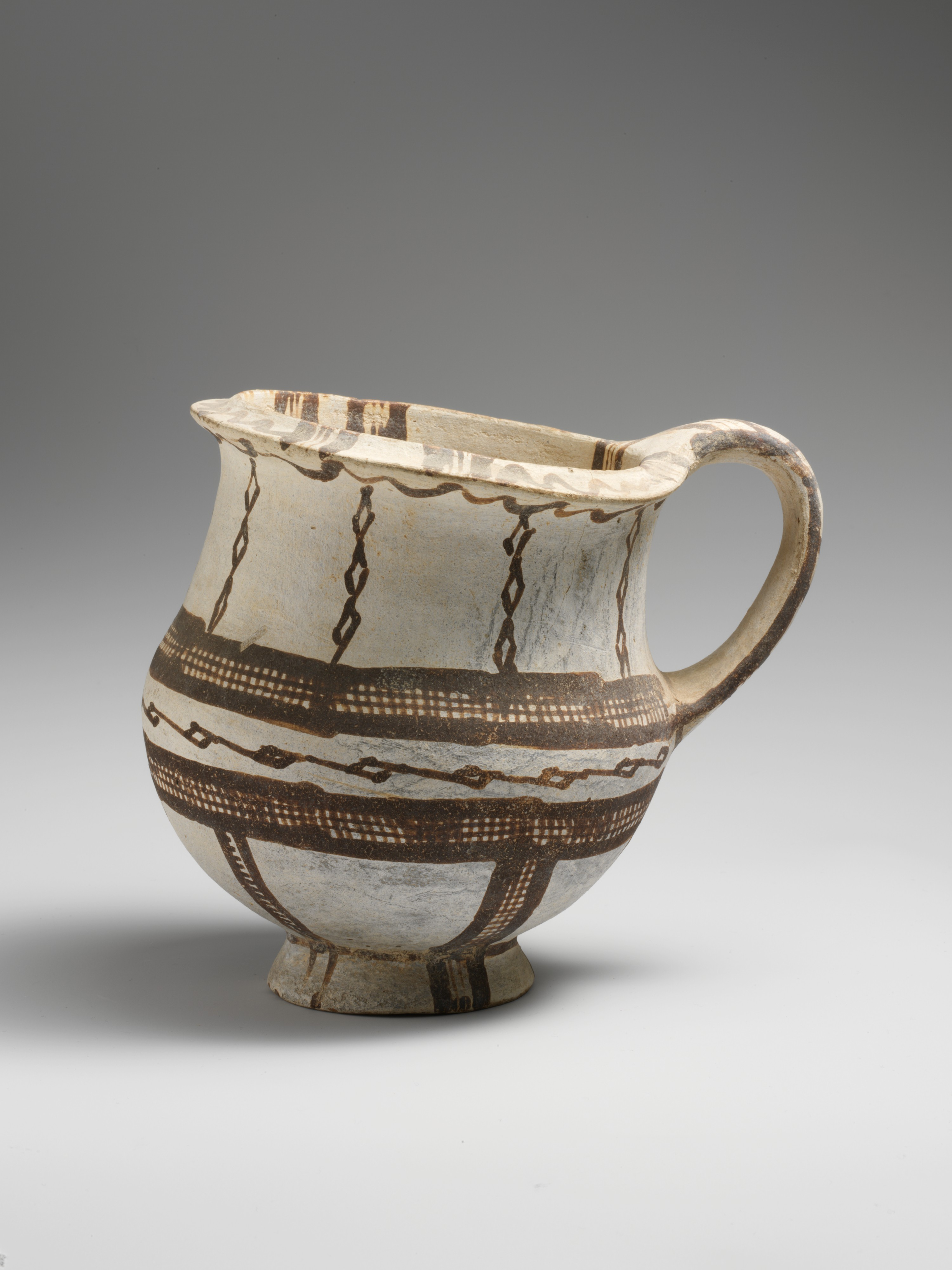
Uma tankard branco de Chipre,c. 1600AC
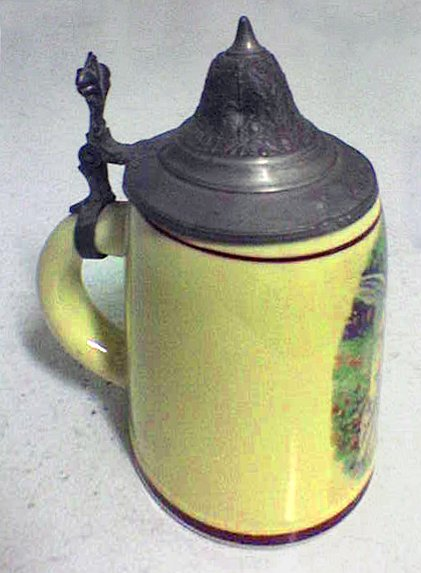
Tankard pequeno de cerâmica com tampa
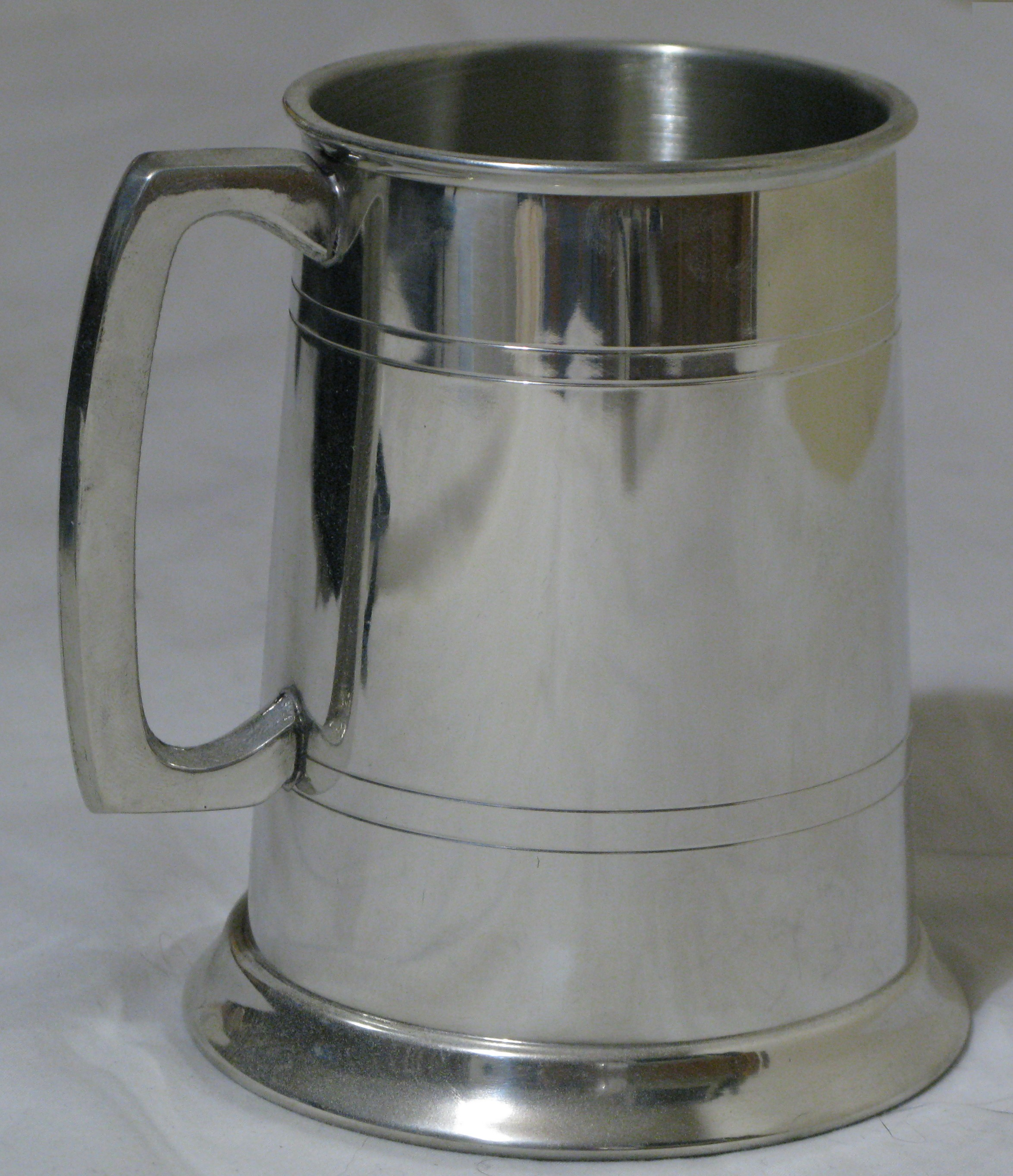
Tankard de estanho
Tankard ou caneca de vidro moderna
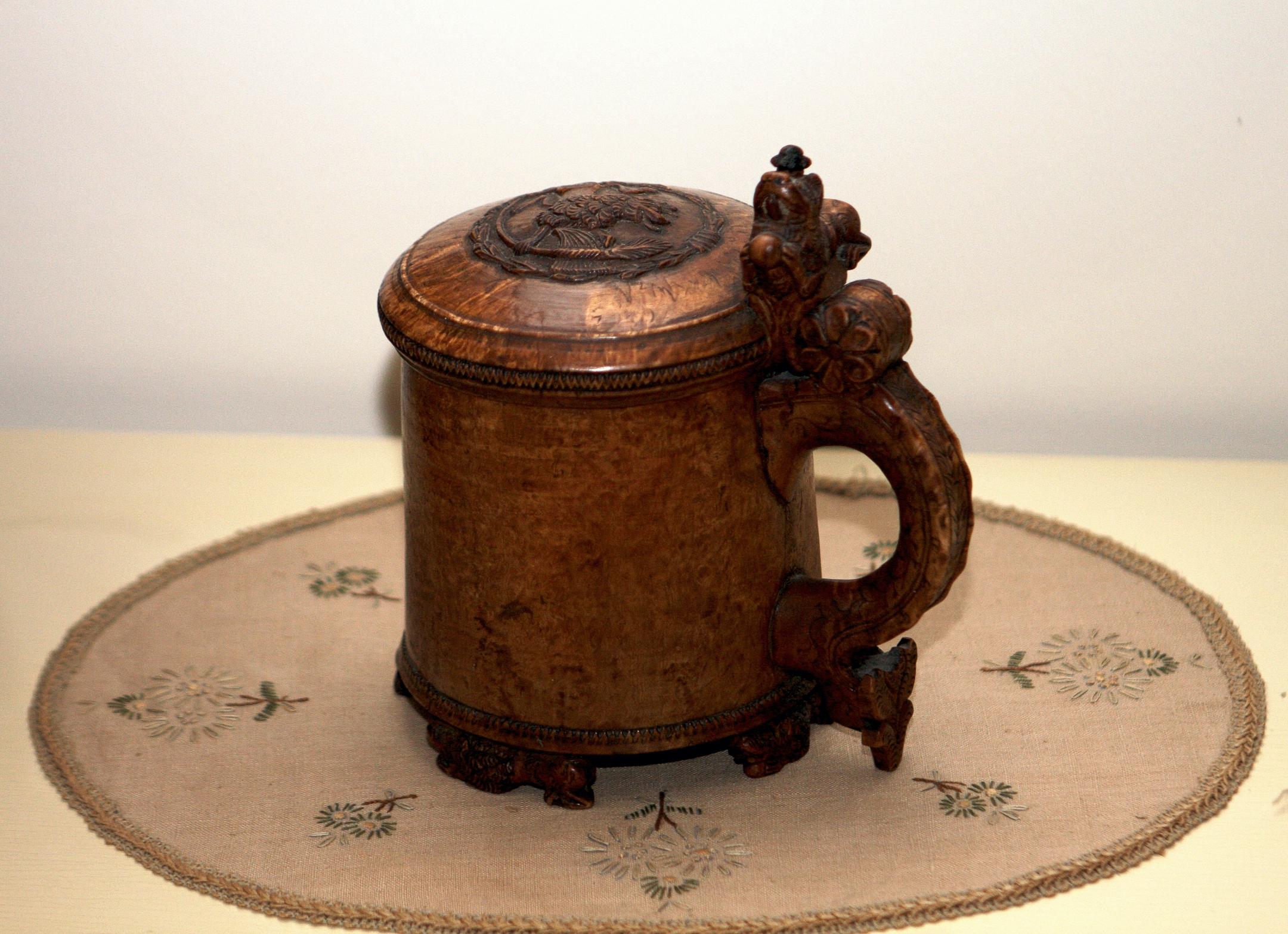
Um tankard de bétula norueguesa do século XIX.
Tankard de madeira no brasão deHonkajoki